# Dionisio Lequaglie
Dionisio Lequaglie (* 12. Oktober 1963 in Civitavecchia) ist ein ehemaliger italienischer Beachvolleyballspieler.

## Karriere
Lequaglie gewann bei der Europameisterschaft 1993 an der Seite von Andrea Ghiurghi die Bronzemedaille. Zwei Jahre später wiederholte er diesen Erfolg bei der EM in Saint-Quay-Portrieux mit Piero Antonini. In den Jahren 1997 absolvierte er mit wechselnden Partnern noch einige Open- und Challenger-Turniere.